# Ian Millar
Ian Millar, CM (* 6. Januar 1947 in Halifax, Nova Scotia) ist ein ehemaliger kanadischer Springreiter, Weltmeister und Olympiasilbermedaillengewinner.
Aufgrund seiner langen Sportlerkarriere und seiner Leistungen bekam er den Spitznamen „Captain Canada“. Er hält seit den Olympischen Spielen 2012 den Rekord für die meisten Teilnahmen bei Olympischen Spielen mit zehn Teilnahmen.

## Karriere

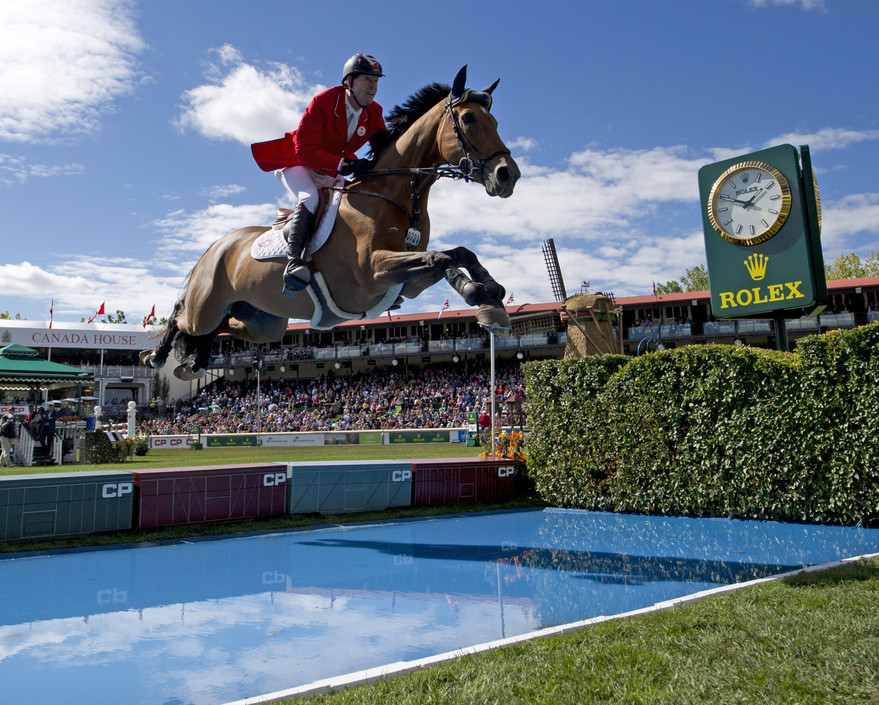
Ian Millar und Dixson, Sieger im Großen Preis des CSIO Spruce Meadows Masters 2014

Millar wuchs in Ottawa als Sohn eines Militärangehörigen auf. Früh interessierte er sich für Pferde. Als er zehn Jahre alt war, wurde sein Vater nach Alberta verlegt. Die Familie verbrachte einen Sommer am Gull Lake in der Nähe von Lacombe. Dort lieh Ian Millar sich ein Pferd bei einem Rancher, der hier Pferde zum Reiten vermietete. Über den Sommer hinweg half er dem Rancher bei seinem Geschäft und konnte im Gegenzug so viel reiten wie er wollte. Im Herbst desselben Jahres begann er in Edmonton Reitunterricht zu nehmen.
Seinen ersten Start in einem Nationenpreis im Springreiten hatte Millar im Jahr 1971. Von 1972 an war er bis auf zwei Ausnahmen (Weltreiterspiele 2002, Olympische Spiele 2016) Mitglied in jeder kanadischen Springreitermannschaft bei Olympischen Spielen, Weltmeisterschaften und Panamerikanischen Spielen. Zwischen 1983 und 2014 war Ian Millar elf Mal kanadischer Meister im Springreiten, von 1986 bis 1991 gewann er den Titel durchgängig.
Seine größten Erfolge feierte Millar mit dem Wallach Big Ben: Siege in weltweit mehr als 40 Große Preisen, darunter zwei Mal der Gewinn des Großen Preises des Spruce Meadows Masters und sechs Derbysiege in Spruce Meadows. In jene Zeit fallen die Siege der Weltcupfinals 1988 und 1989, drei Teilnahmen an drei Olympischen Spielen sowie der Gewinn der Einzel-Goldmedaille bei den Panamerikanischen Spielen 1987.
Nachdem Ian Millar bereits 1980 bei den von den boykottierenden Staaten ausgerichteten Olympia-Ersatzwettbewerben Mannschaftsgold gewonnen hatte, dauerte es bis 2008, bis er erstmals eine richtige olympische Medaille überreicht bekam: Bei den Olympischen Sommerspielen 2008 gewann er im Team mit Jill Henselwood, Eric Lamaze und Mac Cone die Silbermedaille. Gleiches gelang bei den Panamerikanischen Spielen 2015 in Toronto, wo Ian Millar Dixson ritt.
Zum dritten Mal gewann Millar den inzwischen mit 1,5 Millionen kanadischen Dollar dotierten Großen Preis des Spruce Meadows Masters 2014, er ritt hier Dixson. Im Vorfeld der Olympischen Spiele 2016 musste Dixson operiert werden. Er stand mit seinem Zweitpferd Teddy du Bosquetiau zwar auf der Longlist der Kanadier, wurde jedoch anders als seine Tochter Amy nicht nominiert.
Im Jahr 1986 wurde er Member of the Order of Canada und 1996 wurde er in die Hall of Fame des kanadischen Sports aufgenommen.
Am 1. Mai 2019 beendete Millar seine aktive Karriere.

## Privates
Im März 2008 starb seine Frau Lynn an Krebs. Millars Kinder Jonathon und Amy sind als Springreiter ebenfalls international für Kanada am Start. Gemeinsam betreiben sie eine Farm in Perth in der kanadischen Provinz Ontario.

## Wichtige Pferde
- Big Ben (1976–1999), Belgischer Fuchs-Wallach, Vater: Etretat, Muttervater: Flevo
- Ivar (* 1990), brauner KWPN-Wallach, Vater: Maykel, Muttervater: Pastrocio; 2001 aus dem Sport verabschiedet[12]
- Dorincord (* 1991), brauner Hannoveraner-Wallach, Vater: Drosselklang II, Muttervater: Daimyo[13]
- Promise me (* 1994), KWPN-Fuchswallach, Vater: Lauriston, Muttervater: Ahorn; später von Maja Friberg geritten[14]
- In Style (1995–2015), brauner Holsteiner Wallach, Vater: Acord II, Muttervater: Lord[15][16]
- Star Power (* 2001), brauner KWPN-Wallach, Vater: Quick Star, Muttervater: Calvados; zuletzt 2016 im Sport eingesetzt[17]
- Dixson (* 2003), brauner Belgischer Wallach, Vater: Vigo d'Arsouilles, Muttervater: Olisco[18]

## Erfolge
- Olympische Sommerspiele:
  - 1972, München: mit The Shoeman 6. Platz mit der Mannschaft
  - 1976, Montreal/Bromont: mit Count Down 5. Platz mit der Mannschaft
  - 1984, Los Angeles: mit Big Ben 14. Platz im Einzel und 4. Platz mit der Mannschaft
  - 1988, Seoul: mit Big Ben 15. Platz im Einzel und 4. Platz mit der Mannschaft
  - 1992, Barcelona: mit Big Ben 54. Platz im Einzel und 9. Platz mit der Mannschaft
  - 1996, Atlanta: mit Play it Again 47. Platz im Einzel und 16. Platz mit der Mannschaft
  - 2000, Sydney: mit Dorincord 13. Platz im Einzel und 9. Platz mit der Mannschaft
  - 2004, Athen: mit Promise me 22. Platz im Einzel
  - 2008, Hongkong: mit In Style 22. Platz im Einzel und 2. Platz mit der Mannschaft
  - 2012, London: mit Star Power 9. Platz im Einzel und 5. Platz mit der Mannschaft

- Olympia-Ersatzwettbewerbe der boykottierenden Staaten:
  - 1980, Rotterdam: mit Brother Sam 1. Rang in der Mannschaftswertung

- Weltmeisterschaften/Weltreiterspiele:
  - 1978, Aachen: mit Brother Sam 9. Platz im Einzel und 4. Platz mit der Mannschaft
  - 1982, Dublin: mit Wunderbar 49. Platz im Einzel und 5. Platz mit der Mannschaft
  - 1986, Aachen: mit Big Ben 10. Platz im Einzel und 4. Platz mit der Mannschaft
  - 1994, Den Haag: mit Future Vision 27. Platz im Einzel und 7. Platz mit der Mannschaft
  - 1998, Rom: mit Mont Cenis 38. Platz im Einzel und 10. Platz mit der Mannschaft
  - 2006, Aachen: mit In Style 90. Platz im Einzel und 13. Platz mit der Mannschaft
  - 2014, Caen: mit Dixson 36. Platz im Einzel und 8. Platz mit der Mannschaft

- Panamerikanische Spiele:
  - 1979, San Juan: mit Brother Sam 3. Platz im Einzel und 2. Platz mit der Mannschaft
  - 1983, Caracas: mit Foresight 5. Platz im Einzel und 2. Platz mit der Mannschaft
  - 1987, Indianapolis: mit Big Ben 1. Platz im Einzel und 1. Platz mit der Mannschaft
  - 1991, Havanna: mit Future Vision 22. Platz im Einzel und 2. Platz mit der Mannschaft[19][20]
  - 1995, Mar del Plata: mit Mistral 26. Platz im Einzel und 7. Platz mit der Mannschaft[21][22][20]
  - 1999, Winnipeg: mit Ivar 1. Platz im Einzel und 3. Platz mit der Mannschaft
  - 2003, Santo Domingo: mit Promise me 7. Platz im Einzel und 5. Platz mit der Mannschaft
  - 2007, Rio de Janeiro: mit In Style 4. Platz im Einzel und 2. Platz mit der Mannschaft
  - 2011, Guadalajara: mit Star Power 24. Platz im Einzel und 4. Platz mit der Mannschaft
  - 2015, Toronto: mit Dixson 16. Platz im Einzel und 1. Platz mit der Mannschaft

- Weltcupfinale:
  - 1980, Baltimore: 14. Platz mit Year of the Cat
  - 1984, Göteborg: 18. Platz mit Wotan
  - 1985, West-Berlin: 8. Platz mit Big Ben
  - 1986, Göteborg: 2. Platz mit Big Ben
  - 1987, Paris: 5. Platz mit Big Ben
  - 1988, Göteborg: 1. Platz mit Big Ben
  - 1989, Tampa: 1. Platz mit Big Ben
  - 1990, Dortmund: 12. Platz mit Czar
  - 1991, Göteborg: 15. Platz mit Czar
  - 1992, Del Mar: 40. Platz mit Big Ben
  - 1993, Göteborg: 37. Platz mit Future Vision
  - 1997, Göteborg: 28. Platz
  - 2000, Las Vegas: 30. Platz mit Ivar
  - 2007, Las Vegas: 15. Platz mit In Style[23]